# Przełęcz pod Belnią
Przełęcz pod Belnią – przełęcz położona na terenie Pasma Zgórskiego w Górach Świętokrzyskich na wysokości ok. 330 m n.p.m. pomiędzy szczytami Belni (362 m n.p.m.) oraz Pruskowej (368 m n.p.m.). Przez przełęcz biegnie droga krajowa nr 7.

## Szlaki turystyczne
- Piekoszów st. kol. - Skwarnia - Przełęcz pod Bielnią - Pruskowa - Zielona